# 15. konjeniški polk (Italija)
15. konjeniški polk Cavalleggeri di Lodi (izvirno italijansko 15º Reggimento di Cavalleria di linea) je bil konjeniški polk (Kraljeve sardinske in Kraljeve) Italijanske kopenske vojske.

## Zgodovina
Polk je bil leta 1911 nameščen v Libiji, med prvo svetovno vojno v Franciji in med drugo svetovno vojno spet v Libiji.